# Турчин Андрій Леонідович
Андрій Леонідович Турчин — український військовослужбовець, полковник Збройних сил України, учасник російсько-української війни, командир 25-ї окремої повітрянодесантної бригади (з 2025).
Лицар ордена Богдана Хмельницького трьох ступенів.

## Нагороди
- орден Богдана Хмельницького I ступеня (14 вересня 2022) — за особисту мужність і самовіддані дії, виявлені у захисті державного суверенітету та територіальної цілісності України, вірність військовій присязі[2];
- орден Богдана Хмельницького II ступеня (4 серпня 2022) — за особисту мужність і самовіддані дії, виявлені у захисті державного суверенітету та територіальної цілісності України, вірність військовій присязі[3];
- орден Богдана Хмельницького III ступеня (21 квітня 2022) — за особисту мужність і самовіддані дії, виявлені у захисті державного суверенітету та територіальної цілісності України, вірність військовій присязі[4].

## Військові звання
- підполковник.
- полковник (2025).